# Брич Василь Ярославович
Васи́ль Яросла́вович Бри́ч (нар. 1 жовтня 1963, с. Монастирець, Жидачівського району Львівської області) — український вчений у галузі економіки. Доктор економічних наук (2004), професор, академік Академії економічних наук, директор навчально-наукового інституту інноваційних освітніх технологій Тернопільського національного економічного університету, директор Навчально-наукового інституту інноватики, природокористування та інфраструктури ЗУНУ. Фахівець і дослідник проблем ринку праці, зайнятості, рівня життя, соціальної політики, менеджменту персоналу, туризму.

## Життєпис
Трудову діяльність розпочав з Тернопільського заводу «Оріон», закінчив професійно-технічне училище. Після служби в Збройних силах СРСР вступив до Тернопільського державного педагогічного інституту, в якому пізніше працював асистентом.
У 1992 р. В. Я. Брич вступив до аспірантури Тернопільського інституту народного господарства (зараз Тернопільський національний економічний університет), де після завершення навчання працював викладачем, старшим викладачем, доцентом.
У 1996 році захистив кандидатську дисертацію на тему: «Вдосконалення механізму регулювання регіонального ринку праці». У 2000 р. вступив до докторантури Ради по вивченню продуктивних сил України НАН України (м. Київ). У 2004 р. в Інституті регіональних досліджень (м. Львів) захистив докторську дисертацію на тему: «Трансформація ринку праці та її вплив на рівень життя населення».
Професор Брич В. Я. проводить значну наукову та навчально-методичну роботу. На високому теоретичному та методичному рівні викладає фундаментальні та професійно-зорієнтовані дисципліни: «Європейська інтеграція України», «Управління бізнесом», «Менеджмент персоналу», керує дипломними, магістерськими, кандидатськими та докторськими роботами. Брич В.Я був членом спеціалізованої вченої ради Донецького національного університету (2006—2012 рр.), працював у спеціалізованій вченій раді Одеського національного економічного університету (2008—2011 рр.), заступник голови секції навчально-методичної комісії Міністерства освіти і науки України (2009—2012 рр.), заступник голови експертної ради з менеджменту і торгівлі МОНмолоді та спорту (2012—2014 рр.). З 2000 року академік Академії економічних наук України. У 2006 році очолив кафедру менеджменту Тернопільського національного економічного університету.
З метою кращої адаптації молоді до ринкових умов на базі відділу зв'язків з випускниками ініціював створення центру сприяння працевлаштуванню молодих людей. Є одним із розробників значної кількості регіональних програм зайнятості населення.
Професор Брич В. Я. — член редакційних колегій кількох авторитетних фахових наукових журналів («Наукові записки Тернопільського національного педагогічного університету імені Володимира Гнатюка. Серія: Географія», «Наукові записки Львівського університету бізнесу та права. Серія економічна», «Науково-інформаційний вісник Івано-Франківського університету права імені короля Данила Галицького», «Регіональні аспекти розвитку продуктивних сил України»).

## Нагороди та відзнаки
- Грамота Верховної Ради України (2016)
- Почесний професор Тернопільського національного економічного університету (2017)
- Заслужений економіст України (28 листопада 2019) — за значний особистий внесок у державне будівництво, соціально-економічний, науково-технічний, культурно-освітній розвиток Української держави, вагомі трудові досягнення, багаторічну сумлінну працю[2]

## Доробок
В. Я. Брич є автором та співавтором понад 200 наукових праць, у тому числі 8 монографій, численних навчальних посібників та підручників, статей у фахових спеціалізованих періодичних виданнях.

### Найважливіші праці
- Брич, В. Я. Трансформація ринку праці та проблеми підвищення життєвого рівня населення. Методологія, практика, шляхи вирішення [Текст]: монографія / В. Я. Брич. — Т. : Економічна думка, 2003. — 375 с.
- Брич, В. Я. Регіональний ринок праці [Текст]: монографія / В. Я. Брич, І. Б. Шевченко. — Тернопіль: Підручники і посібники, 2003. — 203 с.
- Методи управління ризиками енергопостачальної компанії [Текст]: монографія / В. Я. Брич, О. Л. Шпак, З. І. Домбровський [та ін.] ; за заг. ред. В. Я. Брича. — Тернопіль: ТНЕУ, 2013. — 305 с. — До 50-річчя ТНЕУ.
- Туроперейтинг [Текст]: навч. посіб. / В. Я. Брич, О. Є. Гарбера, О. Я. Гугул [та ін.] ; за заг. ред. В. Я. Брича. — К. : Кондор, 2015. — 276 с.
- На варті закону, Конституції прав … [Текст]: монографія / П. В. Пашник, Г. А. Рудакевич, О. І. Свириденко [та ін.] ; за ред. Б. М. Андрушківа. — Т. : Підручники&посібники, 2001. — 352 с.
- Економіка праці та соціально-трудові відносини [Текст]: навч.-метод. посібн. / В. Я. Брич, О. П. Дяків, С. А. Надвиничний [та ін.] ; за ред. Є. П. Качана. — Т. : Економічна думка, 2006. — 373 с.
- Брич, В. Я. Трудовий потенціал АПК [Текст] / В. Я. Брич, М. Г. Саєнко. — Т. : Підручники і посібники, 2001. — 288 с.
- Менеджмент персоналу [Текст]: навч. посіб. /Л. М. Алексеєнко, В. Я. Брич, В. І. Возьний [та ін.]; за заг. ред. В. Я. Брича.– Т. : ТНЕУ, 2012.– 520 с.
- Брич, В. Я. Психологія управління [Текст]: навч. посіб. / В. Я. Брич, М. М. Корман. — К. : Кондор, 2013. — 379 с.